# Alphonse Fiquet
Pour les articles homonymes, voir Fiquet.
Alphonse Fiquet (Amiens, 18 avril 1841 - Amiens, 14 mai 1916) est un industriel qui fut maire d'Amiens, député, puis sénateur de la Somme.

## Biographie
Alphonse Fiquet prend les armes en 1870 contre l'envahisseur allemand et défend la ville d'Amiens comme simple soldat.
Industriel du textile, Il contribue à la prospérité économique de la ville d'Amiens par la création d'un des premiers tissages mécaniques du coton et en enrayant le déclin de certaines autres industries.
Républicain convaincu, il s'engage en politique dans le courant radical-socialiste aux côtés de René Goblet et de Frédéric Petit.
Il est maire d'Amiens à de nombreuses reprises : par intérim en 1875, en 1881, puis de 1882 à 1884, de 1896 à 1897, de 1903 à 1908 et de 1912 à 1916 (jusqu'à son décès).
En 1897, devenu un opposant à ses anciens alliés, il démissionne de la mairie d'Amiens lorsque Jules Verne le met en minorité en soutenant contre lui un financement de 40 000 F pour l'École de Médecine alors qu'il souhaitait attribuer cette somme à l'armée. 

### Une longue carrière parlementaire
Alphonse Fiquet est parlementaire pendant 23 ans. Élu député une première fois aux élections générales de 1893 au premier tour, il est réélu en 1898, 1902 et 1906. Il fait partie du groupe radical-socialiste et soutient les cabinets Charles Dupuy, Pierre Waldeck-Rousseau et Émile Combes et vote la loi de séparation des Églises et de l'État en 1905.
Le 3 janvier 1909, il est élu sénateur de la Somme et est membre du groupe de la gauche démocratique au Sénat, et le reste jusqu'à son décès.

### Un maire otage

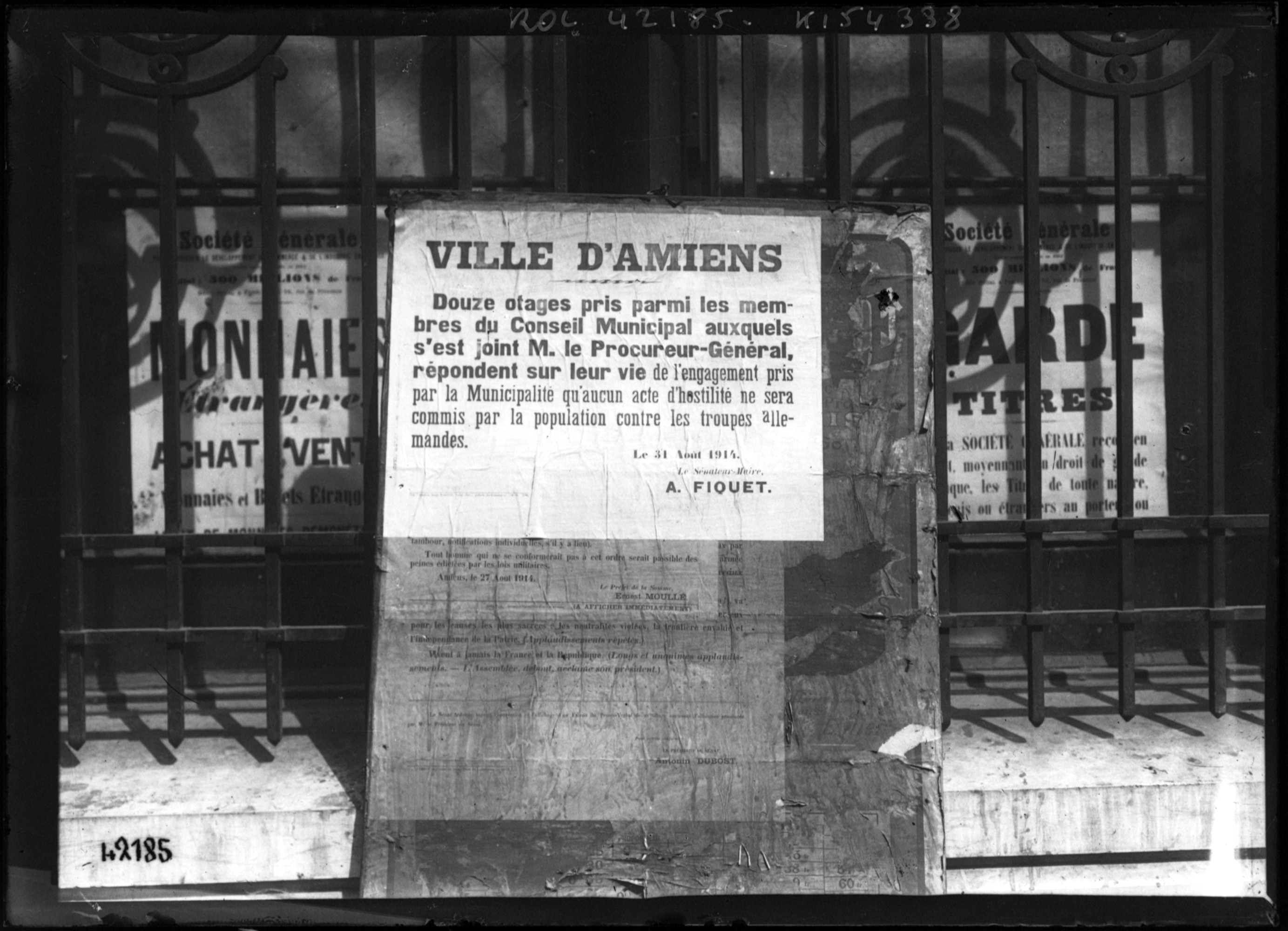
Affiche portant la date du 31 août 1914.

Le 31 août 1914 au matin, l'armée allemande arrive à Amiens et occupe la ville. Elle exige des réquisitions en nature (nourriture, fourrage, chevaux, essence, cigares, couverts, lampes électriques, armes…). Elle prend en otage douze conseillers municipaux et le procureur de la République. Ils répondent sur leur vie que les Amiénois ne commettraient pas d'acte hostile envers les troupes d'occupation et que les réquisitions seraient bien livrées.
Les Allemands interdisent à Alphonse Fiquet de rester avec les otages, l'obligent à rester à Amiens et le désignent responsable de la livraison des réquisitions qui devait être faite à 20 heures, le jour même. Il était impossible de rassembler dans un délai aussi court la totalité des denrées exigées. Le 1er septembre, les Allemands menacent Alphonse Fiquet de le fusiller et le séquestrent à l'hôtel de ville. Après négociation, la ville est soumise au versement de la somme de 160 000 francs en compensation des denrées manquantes. La somme est remise aux Allemands à 18 heures.
Les otages emmenés à Gannes (Oise) sont libérés après quelques péripéties et rentrent à Amiens le 3 septembre 1914.
L'Armée allemande quitte Amiens le 11 septembre 1914 après la bataille de la Marne.

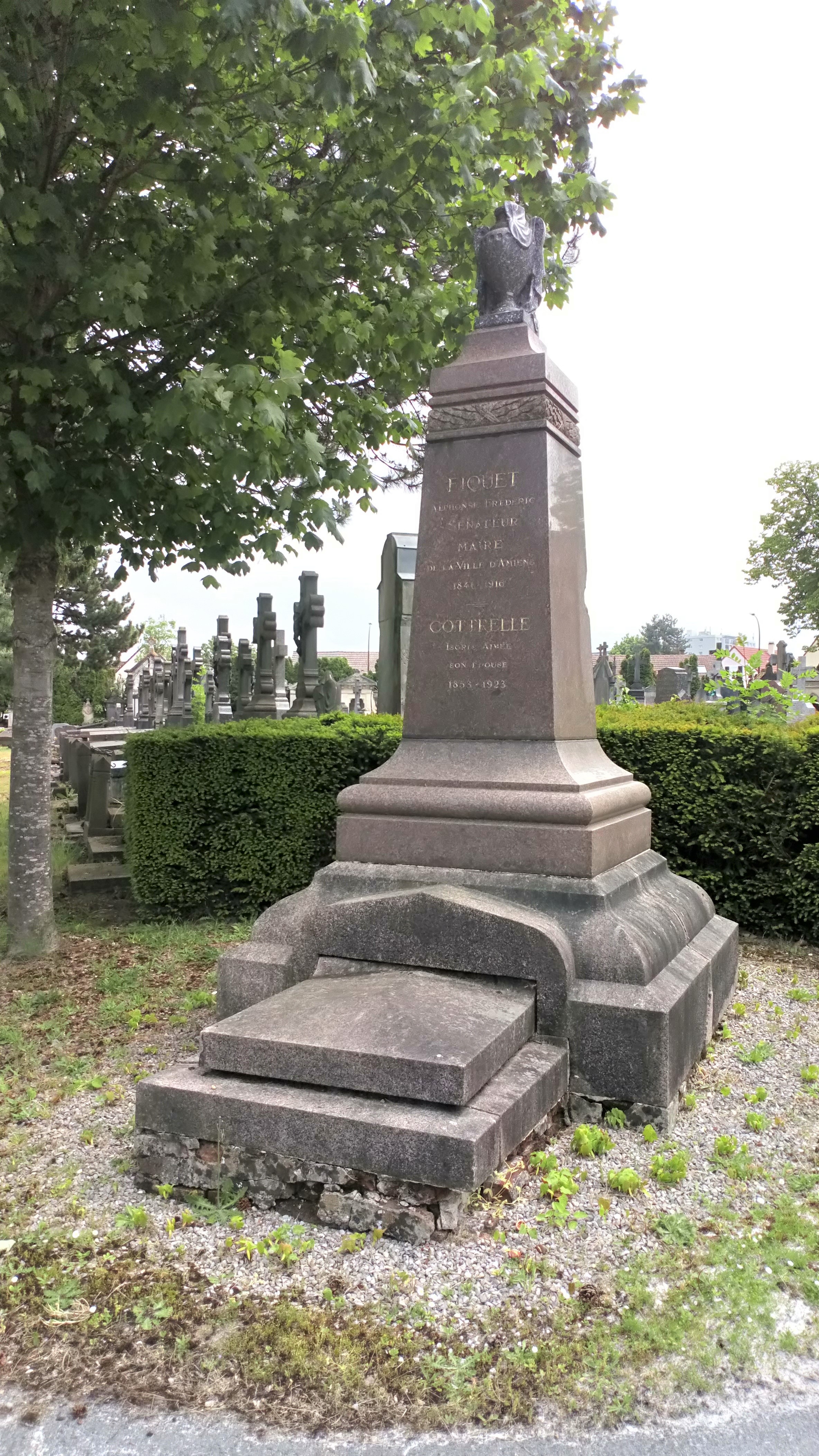
Tombe d'Alphonse Fiquet.

Alphonse Fiquet meurt à Amiens en 1916, où il est inhumé au cimetière Saint-Acheul ancien.
Après la Grande Guerre, La rue Porte Paris à Amiens prit le nom de rue des Otages.

## Hommage posthume
- La place de la gare d'Amiens (avec la Tour Perret) se nomme désormais, place Alphonse Fiquet[5].

- En 1922, un monument est érigé, à la mémoire d'Alphonse Fiquet, dans la cour d'honneur de ce qui est aujourd'hui le collège Auguste Janvier, rue Jules Barni à Amiens. Il est l’œuvre d'Albert Roze.

## Pour approfondir